# Else Kooi
Else Kooi (Lutjegast, 2 februari 1932 – Los Altos, 14 september 2001) was een Nederlands scheikundige die bekend is geworden door zijn werk aan de transistortechnologie en als adjunct-directeur van het Philips Natuurkundig Laboratorium.

## Biografie
Else Kooi studeerde scheikunde aan de Rijksuniversiteit Groningen. Na zijn afstuderen ging hij in 1956 werken bij het Philips Natuurkundig Laboratorium (NatLab) in Eindhoven aan transistortechnologie. In 1966 vond hij het halfgeleiderfabricageproces LOCal Oxydation of Silicon (LOCOS) uit, een efficiënte methode voor het maken van onderlinge isolaties tussen de transistors op één chip, die wordt gebruikt in elke moderne MOS-IC.
Vanaf 1975 tot 1979 was hij adjunct-directeur van het NatLab met onder zijn verantwoordelijkheid een aantal chemische groepen. In 1979 verhuisde hij naar Californië met de oprichting van de Philips Research Laboratories Sunnyvale in Silicon Valley, waar hij werd benoemd tot directeur, en keerde daarmee terug naar de IC-technologie.
Else Kooi is de naamgever van de jaarlijkse Else Kooi Prijs voor onderzoekers of belangrijke initiatiefnemers voor de Nederlandse halfgeleiderindustrie. Hij ontving op 7 januari 2000 een eredoctoraat van de Technische Universiteit Delft, waar ook een laboratorium voor microfabricage naar hem genoemd is (Else Kooi Laboratorium).